# جان براون بالدوین
جان براون بالدوین (John Brown Baldwin) (11 ژانویه ۱۸۲۰–۳۰ سپتامبر ۱۸۷۳)، وکیل و سیاستمدار دموکرات ویرجینیایی بود که یک دوره را در خانه نمایندگان ویرجینیا قبل از معاهده جدایی ویرجینیا در ۱۸۶۱ میلادی خدمت کرد، در آن دوره او اتحادگرا بود. بالدوین طی جنگ داخلی آمریکا در درجه اول اول معتقد به وفاداری خود به ایالتش بود و به عنوان یکی از نمایندگان ویرجینیا در کنگره‌های مؤتلفهٔ اول و دوم خدمت کرد. او یکی از منتقدین پیشروی رئیس‌جمهوری جفرسون دیویس بود که توسط بسیاری به عنوان غاصب اصول حقوق ایالات ائتلافی دیده می‌شد. طی بازسازی کنگره‌ای، بالدوین سخنگوی خانه نمایندگان ویرجینیا شد.

## اوان زندگی و خانواده
بالدوین در ۱۱ ژانویه ۱۸۲۰ میلادی در مزرعه بهار نزدیک استنتون ویرجینیا بدنیا آمد. او فرزند نماینده ویرجینیا و قاضی آینده دادگاه استیناف «بریسکو جرالد بالدوین» و همسرش «مارتا استیل براون بالدوین» بود. او سه خواهر داشت: فرنسیس کورنلیا بالدوین استوارت (۱۸۱۵–۱۸۸۵)، ماری الینور بالدوین رانسون (۱۸۱۷–۱۸۸۰) و مارگارت ئی. بالدوین استوارت (۱۸۲۳–۱۸۴۴) و همچنین برادرش بریسکو جرارد بالدوین جونیور (۱۸۲۸–۱۸۹۸). جی.بی. بالدوین از آکادمی استاونتون و سپس دانشگاه ویرجینیا در ۱۸۳۸ میلادی فارغ‌التحصیل شد. او عضوی از هیئت بازدیدکنندگان کالج از ۱۸۵۶–۱۸۶۴ میلادی بود.
او با سوزان مدیسون پیتون، دختر وکیل جان هو پیتون در ۴ ژوئیه ۱۸۵۲ میلادی ازدواج کرد که پس از مرگش با آن لویس ازدواج نمود.

## حرفه
بالدوین تحت نظر پدرش (که بر دادگاه عالی استیناف ویرجینیا در ۱۸۴۲ میلادی انتخاب شد) حقوق خواند و سپس وارد فعالیت‌های حقوقی خویشاوندش الکساندر اچ.اچ. استوارت شد، گرچه بالدوین در نهایت فعالیت‌های خود را به تنهایی بعد از این که از نظر سیاسی فعال شد به راه انداخت.

### سیاست‌های پیشا جنگ
او در سن ۲۴ سالگی جانشین شریک حقوقی ویگ خود به نام «الکساندر اچ.اچ. استوارت» طی مناظره‌ای قبل از انتخابات ۱۸۴۴ میلادی شد. طی انتخابات بعدی، رأی دهندگان محلی در شهرستان آگوستا بالدوین را برای خانه نمایندگان ویرجینیا (موقعیت پاره‌وقت) انتخاب کردند و او در آنجا از ۱۸۴۵ تا ۱۸۴۶ میلادی خدمت نمود، اما توسط ویگ هاگ دبلیو. شفی بعد از یک دوره شکست خورده و فعالیت‌های حقوقی تمام-وقت خود را ادامه داد (گرچه که از نظر سیاسی فعال باقی ماند).
در ۱۸۵۹ میلادی، بالدوین انتخابات را با فاصله کم به دادگاه عالی استیناف ویرجینیا «ویلیام جی. رابرتسون» از شارلوتسویل که به جای او توسط قانونگذاران انتخاب گردید، واگذار کرد. طی انتخابات ریاست جمهوری ۱۸۶۰ میلادی، بالدوین برای جان بل، نامزد اتحادگرای مشروطه که ویرجینیا را برد رأی جمع کرد، اما تعداد آرای الکتورال کالج جمع‌آوری شده بسیار کمتر از آبراهام لینکلن جمهوری‌خواه یا استیون ای. داگلاس دموکرات بود.
رأی‌دهندگان شهرستان آگوستا، بالدوین را انتخاب کردند که از خویشاوندان، شریک حقوقی و همکار اتحادگرای او الکساندر اچ.اچ. استوارت و جورج بیلور دموکرات اتحادگرا در معاهده تجزیه‌طلبی ویرجینیا بود، معاهده‌ای که در ۱۳ فوریه ۱۸۶۱ میلادی آغاز شد. بالدوین در ۲۱ مارس سخنرانی در پشتیبانی از اتحاد را ایراد کرد که سه ساعت طول کشید. در ۴ آوریل ۱۸۶۱ میلادی، بالدوین رهبری اتحادگرای معاهده را در یک مصاحبه یک ساعته مخفی با رئیس‌جمهور آبراهام لینکلن در کاخ سفید نمایندگی کرد. او امیدوارانه به سمت واشینگتن رفت، با این امید که ممکن است توافقی بدست آید که سلح را حفظ کرده و ویرجینیا را در اتحاد نگه دارد. با این حال او پس از این که متوجه شد او و لینکلن درحالی که فکر می‌کردند در حال صحبت در مورد موضوع واحدی هستند، دارند خطوط متفاوتی را در صحبت‌هایشان پیگیری می‌کنند، با دستانی خالی به ریچموند بازگشت. رئیس‌جمهور لینکلن نیز جداگانه با اتحادگرایی دیگر به نام «جان مینور باتس» که بعدها بالدوین را به خاطر این که نتوانست پیشنهاد صلح لینکلن را عمومی سازی کند متهم ساخت. اتحادگرایان به‌طور موقت توانستند در حالی که بالدوین با لینکلن ملاقات می‌کرد از تجزیه طلبی اجتناب ورزند، اما اکثریتشان به مدت کوتاهی بعد از بازگشتش به ریچموند فروپاشید.

### خدمات در مؤتلفه
هنگامی که معاهده در مورد جدایی طلبی تصمیم می‌گرفت، بالدوین وفاداریش را در ایالت خانگی خود حفظ نمود. او در ابتدا به عنوان سرهنگ شبه‌نظامیان و ژنرال بازرس نیروهای ایالت ویرجینیا خدمت کرد و مأموریتی را در ۲۳ آوریل ۱۸۶۱ میلادی پذیرفت. بالدوین که در ابتدا سرهنگ پیاده‌نظام ۵۲م بود در ۱ مه ۱۸۶۲ میلادی به دلیل وضعیت بد سلامتی استعفا داد و به جای آن سرهنگ هنگ نیروهای ذخیره آگوستا شد.
بالدوین تا پایان سال به عنوان نماینده شهرستان آگوستا در اولین کنگره مؤتلفه انتخاب شد. او بعداً به عنوان دومین کنگره مؤتلفه انتخاب شده (با شکست دادن فرماندار رسمی، جان لچر) و تا پایان جنگ داخلی خدمت نمود. او یکی از رؤسای مؤتلفه‌ای بود که جزو سرسخت‌ترین مخالفین جفرسون دیویس بود.